# 宝町駅
宝町駅（たからちょうえき）は、東京都中央区京橋二丁目にある、東京都交通局（都営地下鉄）浅草線の駅である。駅番号はA 12。

## 歴史
- 1963年（昭和38年）2月28日：1号線の駅として開業[2]。
- 1978年（昭和53年）7月1日：1号線を浅草線に改称[2]。
- 2007年（平成19年）3月18日：ICカード「PASMO」の利用が可能となる[3]。

## 駅構造
相対式ホーム2面2線を持つ地下駅である（昭和通りアンダーパスの直下に位置する）。それぞれのホームに改札があり、改札内から反対側のホームへ行く連絡通路がある（当初は改札外にあったが、改良工事により現在の形態となった）。エスカレーターは2番線ホーム改札外とA4・A5出口を結んでいる。
2010年12月11日からA7出入口が設置された。この出入口はエレベーター専用であり、2番線ホームに直結する改札を併設しているが、自動券売機と自動精算機は設置されていないため、自動改札機に対応できない乗車券を所持している場合はインターホンで係員を呼ぶ必要がある。さらに2011年12月23日からは1番線ホームに直結するA8出入口が設置された。

### のりば
| 番線 | 路線       | 行先                           |
| ---- | ---------- | ------------------------------ |
| 1    | 都営浅草線 | 西馬込・ 羽田空港・ 京急線方面 |
| 2    | 都営浅草線 | 押上・ 京成線・ 北総線方面     |

（出典：都営地下鉄:駅構内図）

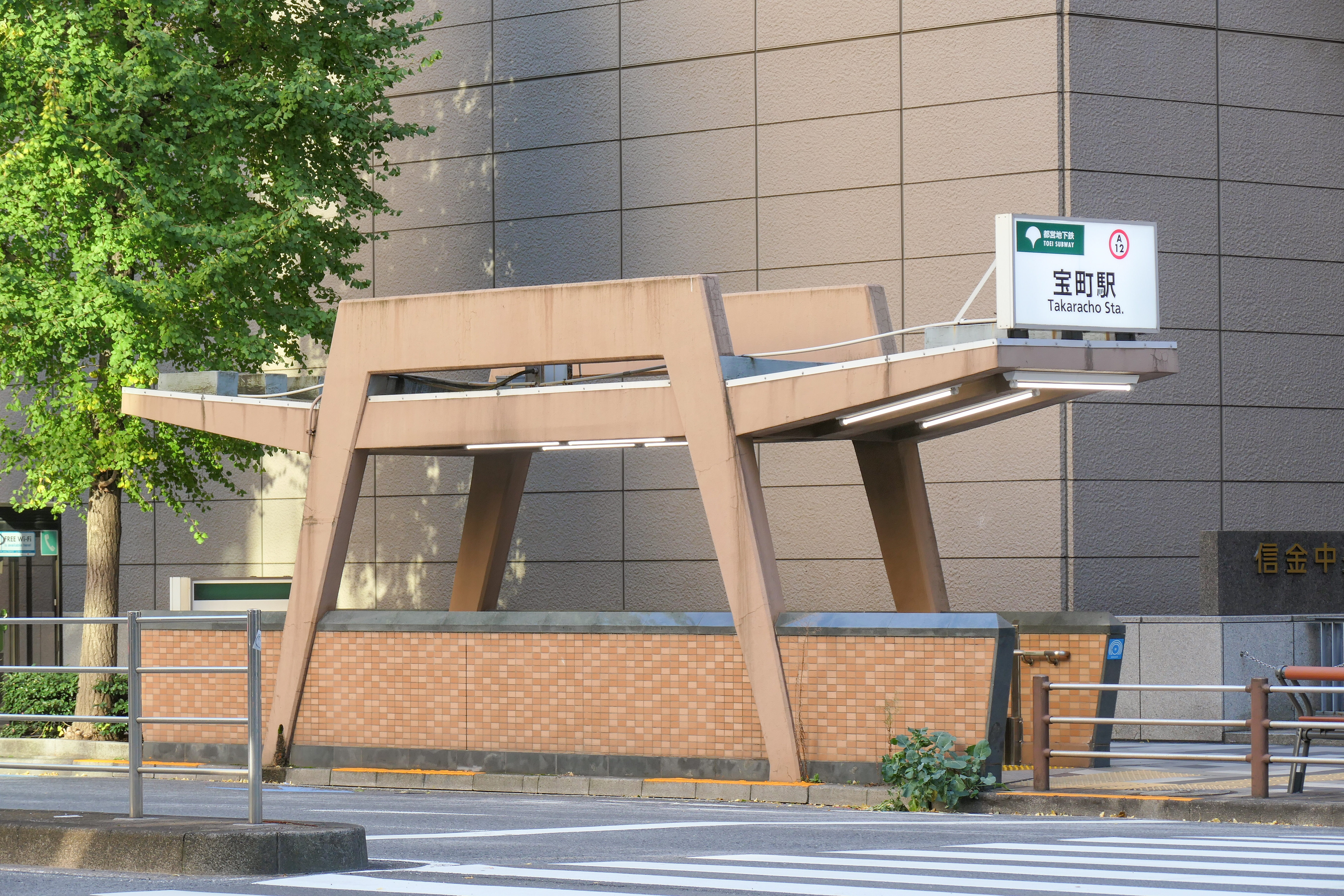
A4番出入口（2022年11月）
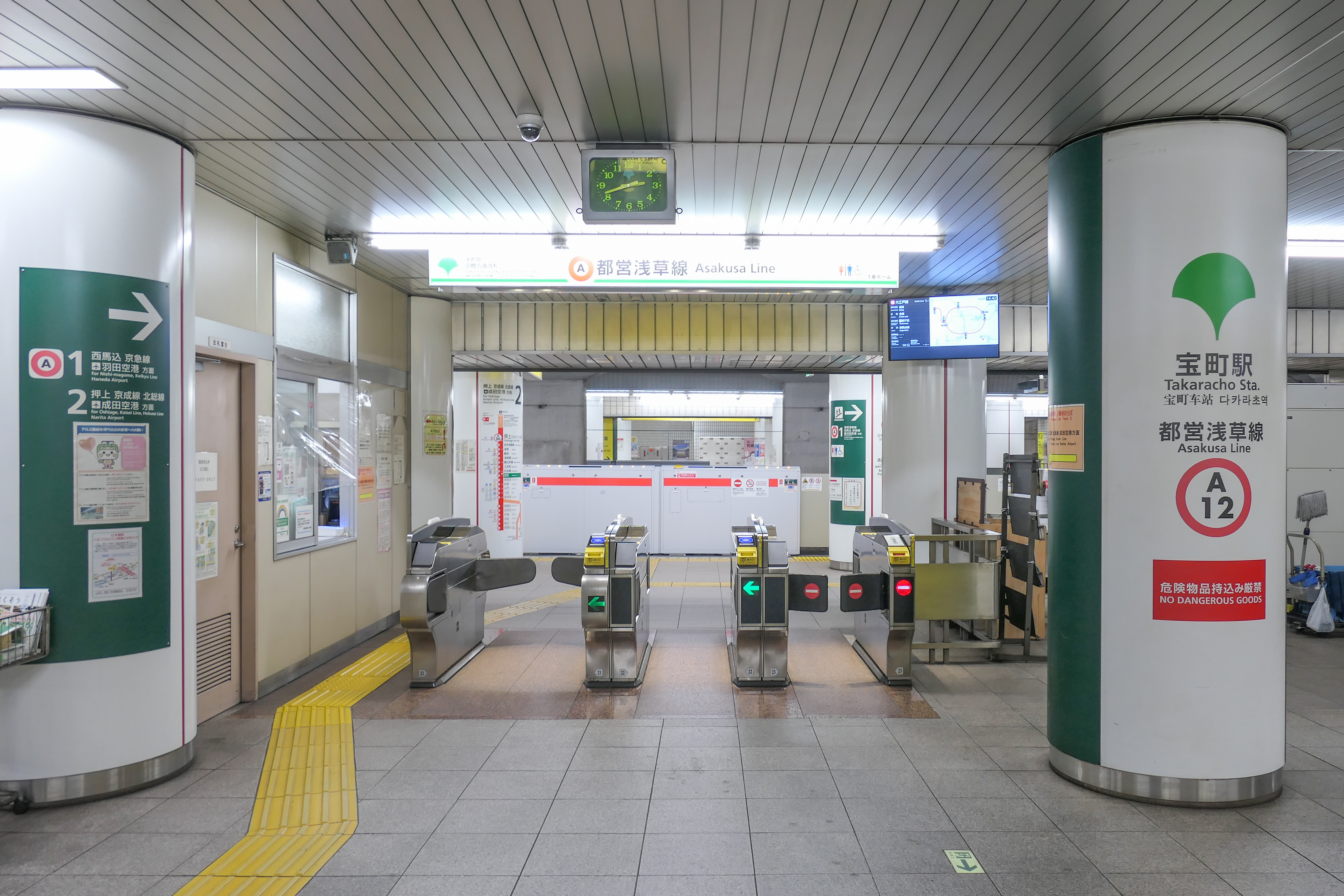
京橋方面改札（2022年11月）
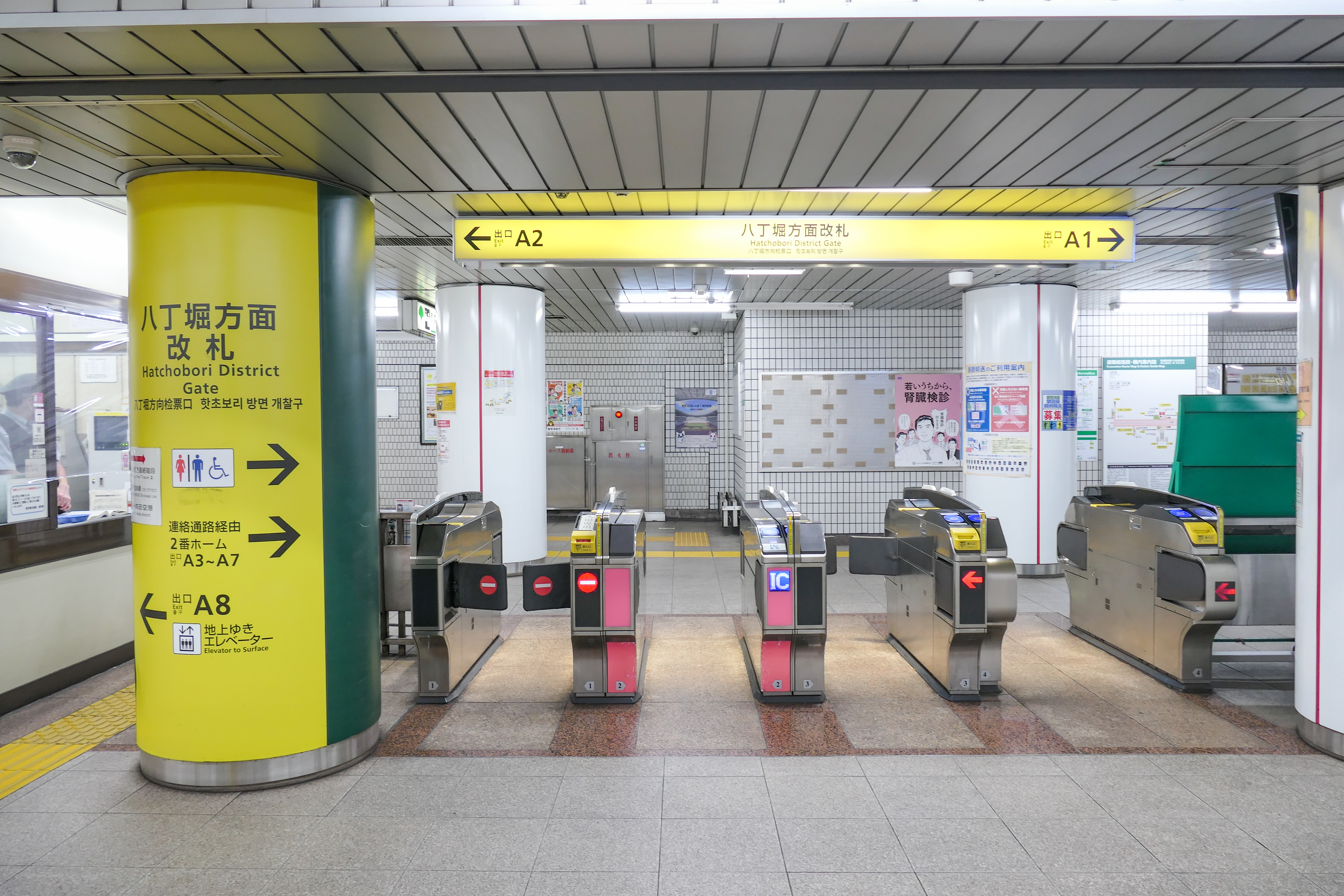
八丁堀方面改札（2022年11月）
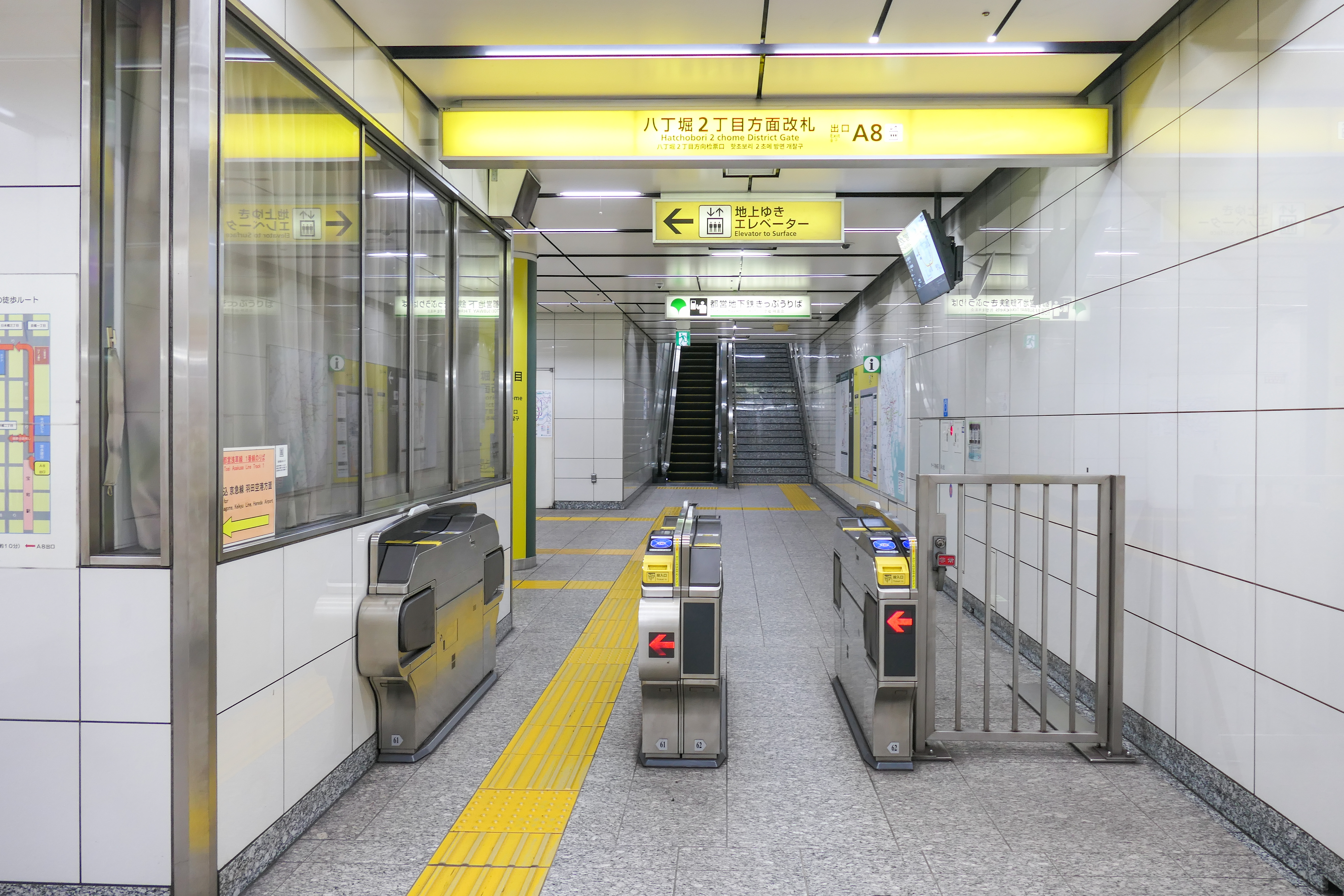
八丁堀2丁目方面改札（2022年11月）
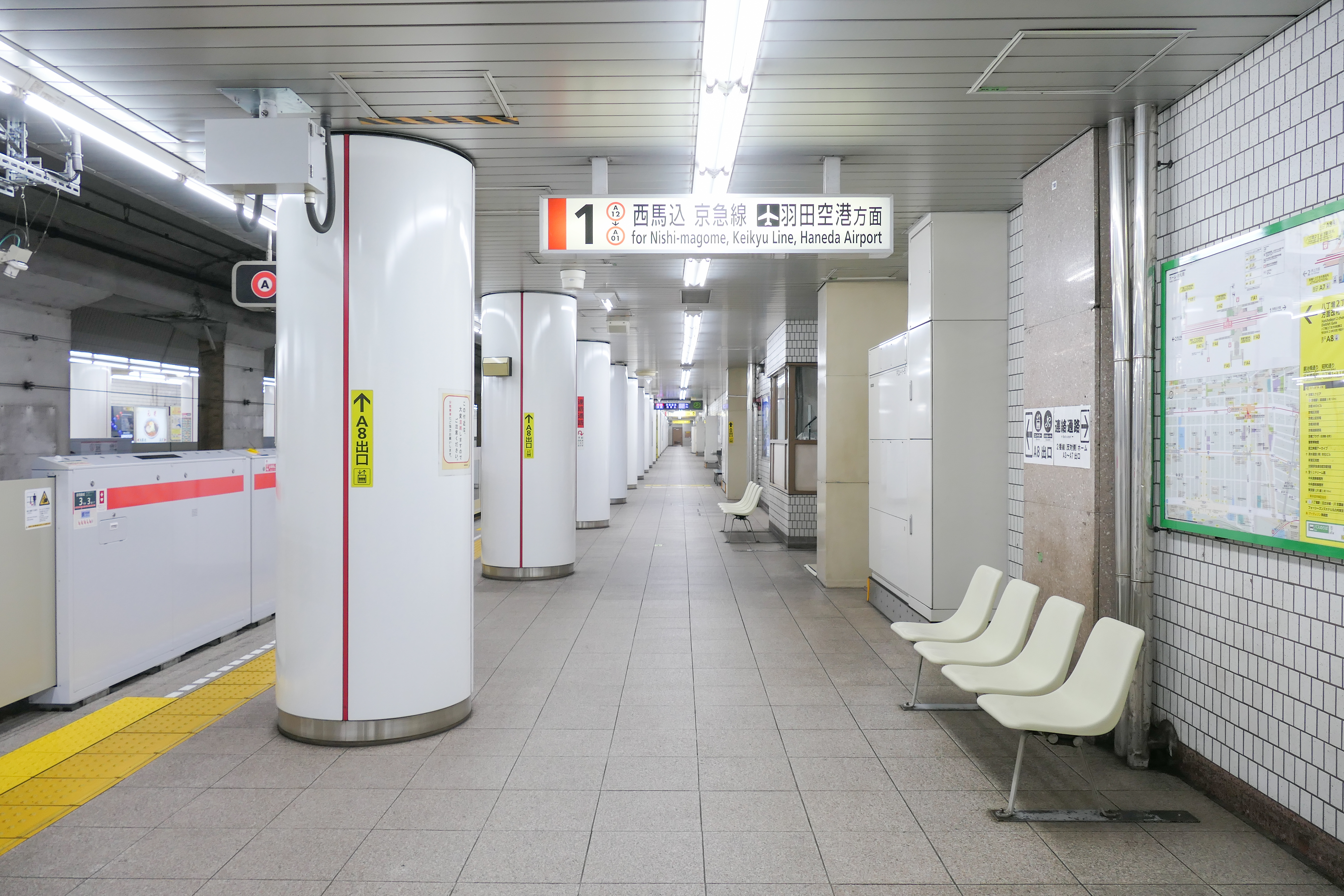
1番線ホーム（2022年11月）
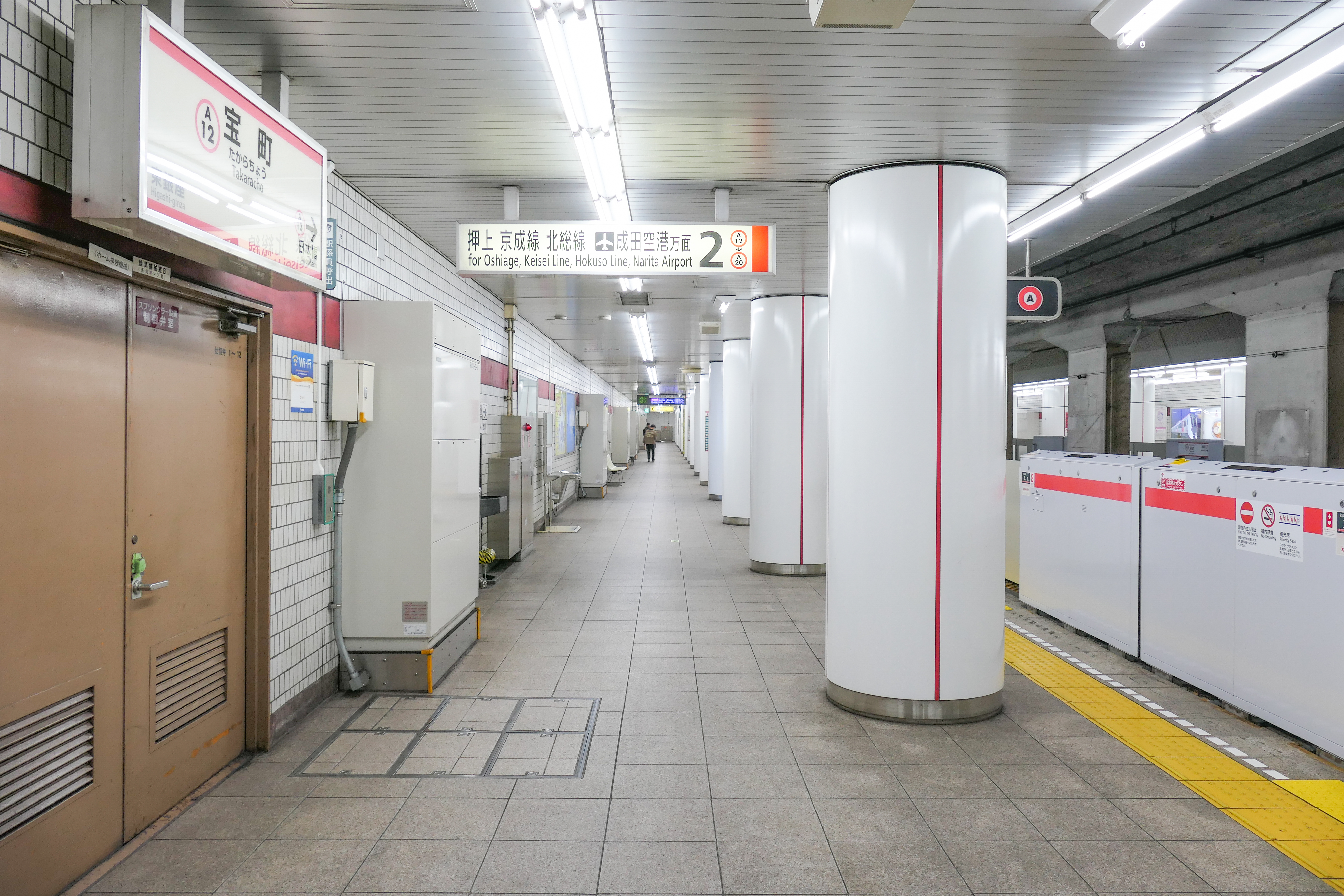
2番線ホーム（2022年11月）

## 利用状況
2023年（令和5年）度の1日平均乗降人員は28,494人（乗車人員：13,984人、降車人員：14,510人）である。
各年度の1日平均乗降・乗車人員の推移は下表の通り。

### 平成
| 年度               | 1日平均 乗降人員 | 1日平均 乗車人員 | 出典     | 出典       |
| 年度               | 1日平均 乗降人員 | 1日平均 乗車人員 | 東京都   | 交通局     |
| ------------------ | ---------------- | ---------------- | -------- | ---------- |
| 1990年（平成02年） |                  | 10,668           | [ * 1 ]  |            |
| 1991年（平成03年） |                  | 10,003           | [ * 2 ]  |            |
| 1992年（平成04年） |                  | 10,041           | [ * 3 ]  |            |
| 1993年（平成05年） |                  | 10,304           | [ * 4 ]  |            |
| 1994年（平成06年） |                  | 10,405           | [ * 5 ]  |            |
| 1995年（平成07年） |                  | 9,992            | [ * 6 ]  |            |
| 1996年（平成08年） |                  | 9,427            | [ * 7 ]  |            |
| 1997年（平成09年） |                  | 9,405            | [ * 8 ]  |            |
| 1998年（平成10年） |                  | 9,660            | [ * 9 ]  |            |
| 1999年（平成11年） |                  | 9,284            | [ * 10 ] |            |
| 2000年（平成12年） |                  | 9,205            | [ * 11 ] |            |
| 2001年（平成13年） |                  | 9,430            | [ * 12 ] |            |
| 2002年（平成14年） |                  | 9,537            | [ * 13 ] |            |
| 2003年（平成15年） | 20,215           | 9,475            | [ * 14 ] |            |
| 2004年（平成16年） | 20,085           | 9,403            | [ * 15 ] |            |
| 2005年（平成17年） | 21,066           | 9,915            | [ * 16 ] |            |
| 2006年（平成18年） | 21,574           | 10,156           | [ * 17 ] |            |
| 2007年（平成19年） | 21,414           | 10,199           | [ * 18 ] |            |
| 2008年（平成20年） | 20,812           | 10,057           | [ * 19 ] |            |
| 2009年（平成21年） | 19,898           | 9,689            | [ * 20 ] |            |
| 2010年（平成22年） | 19,389           | 9,444            | [ * 21 ] |            |
| 2011年（平成23年） | 18,890           | 9,250            | [ * 22 ] |            |
| 2012年（平成24年） | 20,897           | 10,216           | [ * 23 ] |            |
| 2013年（平成25年） | 22,515           | 10,999           | [ * 24 ] |            |
| 2014年（平成26年） | 24,313           | 11,944           | [ * 25 ] |            |
| 2015年（平成27年） | 26,141           | 12,866           | [ * 26 ] |            |
| 2016年（平成28年） | 28,002           | 13,817           | [ * 27 ] |            |
| 2017年（平成29年） | 30,176           | 14,919           | [ * 28 ] |            |
| 2018年（平成30年） | 32,242           | 15,988           | [ * 29 ] | [ 都交 2 ] |

### 令和
| 年度               | 1日平均 乗降人員 | 1日平均 乗車人員 | 出典     | 出典       |
| 年度               | 1日平均 乗降人員 | 1日平均 乗車人員 | 東京都   | 交通局     |
| ------------------ | ---------------- | ---------------- | -------- | ---------- |
| 2019年（令和元年） | 32,982           | 16,351           | [ * 30 ] | [ 都交 3 ] |
| 2020年（令和02年） | 23,151           | 11,448           |          | [ 都交 4 ] |
| 2021年（令和03年） | 22,738           | 11,225           |          | [ 都交 5 ] |
| 2022年（令和04年） | 25,109           | 12,340           |          | [ 都交 6 ] |
| 2023年（令和05年） | 28,494           | 13,984           |          | [ 都交 1 ] |

## 駅周辺
周辺はオフィス街となっている。連絡はしていないが、京橋駅（東京地下鉄〈東京メトロ〉銀座線）と八丁堀駅（東京地下鉄〈東京メトロ〉日比谷線・東日本旅客鉄道〈JR東日本〉京葉線）へは歩いて数分である。東京駅へも徒歩で行くことは可能である。
- 昭和通り
- 鍛冶橋通り
- 味の素本社（味の素本社ビル）
- 住友ファーマ 東京支社
- 大成有楽不動産本社
- 秋田銀行 東京支店
- 全信連ビル京橋別館（小原鐵五郎胸像）
- 山形銀行 東京支店
- 肥後銀行 東京支店
- 国立映画アーカイブ（旧・東京国立近代美術館フィルムセンター）
- 清水建設本社（清水建設本社ビル） ※2012年に現在の芝浦本社（シーバンスS館）から移転
- ロジスティード（旧・日立物流）本社

### バス路線
最寄り停留所は、地下鉄宝町駅となる。以下の路線が乗り入れ、日の丸自動車興業により運行されている。
- メトロリンク日本橋（無料）：東京駅八重洲口・地下鉄三越前駅・JR新日本橋駅方面

## 駅名の由来
開業当時の地名「宝町」から。地名の宝町は1931年、町名の整理統合によって誕生。佳名を由来にする。1978年の住居表示の実施に伴う町名変更で、隣接の京橋に統合する形で消滅した。
一部ではかつて「日本橋宝町」だったという記述があるが、宝町は旧京橋区に属した町であるため、これは誤りである。

## 延伸計画
運輸政策審議会答申第18号にて、「都営浅草線東京駅接着」として、当駅から東京駅を経て日本橋駅までの分岐線（デルタ線）が答申されたが、後に新橋側の起点は東銀座駅に変更されている。なお、この計画は都心直結線（京成押上線押上駅 - 新東京駅 - 京急本線泉岳寺駅）に取って代わられている。

## 隣の駅
東京都交通局（都営地下鉄）
 都営浅草線
■エアポート快特
通過
■エアポート快特以外の列車種別
東銀座駅 (A 11) - 宝町駅 (A 12) - 日本橋駅 (A 13)